# Rajd 1000 minut 1971
Rajd der 1000 Minuten 1971 (8. Rallye der 1000 Minuten) – 8. edycja rajdu samochodowego Rajd der 1000 Minuten rozgrywanego w Austrii. Rozgrywany był od 15 do 17 października 1971 roku. Była to siedemnasta runda Rajdowych Mistrzostw Europy w roku 1971.

## Klasyfikacja rajdu
| Miejsce                      | Kierowca                     | Pilot                        | Samochód                     | Czas                         | Strata                       |                              |
| Klasyfikacja generalna i ERC | Klasyfikacja generalna i ERC | Klasyfikacja generalna i ERC | Klasyfikacja generalna i ERC | Klasyfikacja generalna i ERC | Klasyfikacja generalna i ERC | Klasyfikacja generalna i ERC |
| ---------------------------- | ---------------------------- | ---------------------------- | ---------------------------- | ---------------------------- | ---------------------------- | ---------------------------- |
| 1.                           | Sandro Munari                | Mario Mannucci               | Lancia Fulvia 1.6 Coupé HF   | 1:35:38                      | 0.0                          |                              |
| 2.                           | Raffaele Pinto               | Helmut Eisendle              | Fiat 124 Sport Spider        | 1:36:30                      | +52                          |                              |
| 3.                           | Günther Janger               | Walter Wessiak               | Volkswagen Käfer 1302 S      | 1:37:23                      | +1:45                        |                              |
| 4.                           | Luciano Trombotto            | Gino Macaluso                | Fiat 124 Sport Spider        | 1:38:19                      | +2:41                        |                              |
| 5.                           | Sobiesław Zasada             | Marian Bień                  | BMW 2002 Ti                  | 1:40:05                      | +4:27                        |                              |
| 6.                           | Gernot Fischer               | Wolfgang Tazl                | Volkswagen Käfer 1302 S      | 1:41:20                      | +5:42                        |                              |
| 7.                           | Gerald Malat                 | Harald Gottlieb              | Volkswagen Käfer 1302 S      | 1:44:37                      | +8:59                        |                              |
| 8.                           | Richard Bochnicek            | Sepp-Dieter Kernmayer        | Citroën DS 21                | 1:45:38                      | +10:00                       |                              |
| 9.                           | Walter Lux                   | Kurt Nestinger               | Citroën DS 21                | 1:49:01                      | +13:23                       |                              |
| 10.                          | Victor Dietmayer             | Hans Peter Moser             | BMW 2002 Ti                  | 1:52:44                      | +17:06                       |                              |